# European Nations Cup Eerste Divisie 2004/06
De European Nations Cup Eerste Divisie 2004/06 is het vijfde seizoen van de Eerste Divisie van de Europe Nations Cup, het hoogste niveau in de ENC.
De Eerste Divisie bestaat uit zes landen die een volledige competitie spelen verspreid over twee jaar. De nummer 1 mag zich kronen tot Europees kampioen. Het laatst geplaatste land degradeert uit de hoogste divisie en degradeert naar Divisie 2A.

## Puntensysteem
Teams kunnen als volgt punten verdienen:
- 3 punten voor een overwinning
- 2 punten voor een gelijkspel
- 1 punt voor een verloren wedstrijd
- 0 punten voor terugtrekking van een wedstrijd

## Stand

#### Eindstand
| #  | Team     | GW | Win | Gel | Ver | Pnt | Voor | Tegen | Saldo |
| -- | -------- | -- | --- | --- | --- | --- | ---- | ----- | ----- |
| 1. | Roemenië | 10 | 8   | 0   | 2   | 26  | 389  | 94    | 295   |
| 2. | Georgië  | 10 | 8   | 0   | 2   | 26  | 353  | 125   | 228   |
| 3. | Portugal | 10 | 6   | 1   | 3   | 23  | 193  | 183   | 10    |
| 4. | Rusland  | 10 | 4   | 1   | 5   | 19  | 290  | 202   | 88    |
| 5. | Tsjechië | 10 | 3   | 0   | 7   | 16  | 164  | 306   | -142  |
| 6. | Oekraïne | 10 | 0   | 0   | 10  | 10  | 77   | 556   | -479  |

#### Legenda
| Kleur | Kwalificatie voor                                                         |
| ----- | ------------------------------------------------------------------------- |
|       | Europees kampioen 2004/06 & ronde 5 van de Europese kwalificatie voor WK  |
|       | Ronde 5 van de Europese kwalificatie voor WK                              |
|       | Ronde 4 van de Europese kwalificatie voor WK                              |
|       | Degradatie naar Divisie 2A & ronde 4 van de Europese kwalificatie voor WK |

## Wedstrijden
| 20 november 2004 | Rusland | 15–27 | Georgië | Krasnodar |
| 20 november 2004 |         |       |         | Krasnodar |

| 20 november 2004 | Oekraïne | 16–36 | Portugal | Odessa |
| 20 november 2004 |          |       |          | Odessa |

| 27 november 2004 | Tsjechië | 13–38 | Roemenië | Praag |
| 27 november 2004 |          |       |          | Praag |

| 5 februari 2005 | Portugal | 18–14 | Georgië | Lissabon |
| 5 februari 2005 |          |       |         | Lissabon |

| 26 februari 2005 | Roemenië | 33–10 | Rusland | Timișoara |
| 26 februari 2005 |          |       |         | Timișoara |

| 26 februari 2005 | Portugal | 19–13 | Tsjechië | Lissabon |
| 26 februari 2005 |          |       |          | Lissabon |

| 26 februari 2005 | Georgië | 65–0 | Oekraïne | Tbilisi |
| 26 februari 2005 |         |      |          | Tbilisi |

| 12 maart 2005 | Tsjechië | 42–15 | Oekraïne | Praag |
| 12 maart 2005 |          |       |          | Praag |

| 12 maart 2005 | Georgië | 20–13 | Roemenië | Tbilisi |
| 12 maart 2005 |         |       |          | Tbilisi |

| 19 maart 2005 | Tsjechië | 11–7 | Rusland | Praag |
| 19 maart 2005 |          |      |         | Praag |

| 19 maart 2005 | Roemenië | 97–0 | Oekraïne | Boekarest |
| 19 maart 2005 |          |      |          | Boekarest |

| 4 juni 2005 | Rusland | 16–18 | Portugal | Krasnojarsk |
| 4 juni 2005 |         |       |          | Krasnojarsk |

| 11 juni 2005 | Rusland | 72–0 | Oekraïne | Moskou |
| 11 juni 2005 |         |      |          | Moskou |

| 11 juni 2005 | Roemenië | 14–10 | Portugal | Boekarest |
| 11 juni 2005 |          |       |          | Boekarest |

| 12 juni 2005 | Georgië | 75–10 | Tsjechië | Koetaisi |
| 12 juni 2005 |         |       |          | Koetaisi |

| 5 november 2005 | Oekraïne | 8–47 | Tsjechië | Odessa |
| 5 november 2005 |          |      |          | Odessa |

| 12 november 2005 | Rusland | 52–12 | Tsjechië | Krasnodar |
| 12 november 2005 |         |       |          | Krasnodar |

| 4 februari 2006 | Georgië | 46–19 | Rusland | Tbilisi |
| 4 februari 2006 |         |       |         | Tbilisi |

| 25 februari 2006 | Roemenië | 35–10 | Georgië | Boekarest |
| 25 februari 2006 |          |       |         | Boekarest |

| 25 februari 2006 | Portugal | 19–19 | Rusland | Lissabon |
| 25 februari 2006 |          |       |         | Lissabon |

| 11 maart 2006 | Roemenië | 50–3 | Tsjechië | La Teste-de-Buch |
| 11 maart 2006 |          |      |          | La Teste-de-Buch |

| 11 maart 2006 | Georgië | 40–0 | Portugal | Tbilisi |
| 11 maart 2006 |         |      |          | Tbilisi |

| 18 maart 2006 | Portugal | 3–27 | Roemenië | Lissabon |
| 18 maart 2006 |          |      |          | Lissabon |

| 29 april 2006 | Oekraïne | 12–32 | Georgië | Odessa |
| 29 april 2006 |          |       |         | Odessa |

| 13 mei 2006 | Portugal | 52–14 | Oekraïne | Lissabon |
| 13 mei 2006 |          |       |          | Lissabon |

| 20 mei 2006 | Tsjechië | 10–18 | Portugal | Praag |
| 20 mei 2006 |          |       |          | Praag |

| 27 mei 2006 | Oekraïne | 12–55 | Rusland | Charkov |
| 27 mei 2006 |          |       |         | Charkov |

| 3 juni 2006 | Oekraïne | 0–58 | Roemenië | Kiev |
| 3 juni 2006 |          |      |          | Kiev |

| 10 juni 2006 | Tsjechië | 3–24 | Georgië | Praag |
| 10 juni 2006 |          |      |         | Praag |

| 10 juni 2006 | Rusland | 25–24 | Roemenië | Krasnojarsk |
| 10 juni 2006 |         |       |          | Krasnojarsk |